# Неопрогресивний рок
Неопрогресивний рок (або скорочено, «неопрог», «неопрогресив») є субжанром прогресивного року, який отримав розвиток та став популярним у 1980-х роках під сильним впливом та захопленням творчістю гуртів симфонічного та прогресивного року 1970-х років. На питання, коли неопрогресивний рок посів своє місце серед жанрів, дехто відповідає, що це був альбом «Script for a Jester's Tear» (1983) гурту Marillion. Інші стверджують, що все почалося з гурту Twelfth Night на початку 1980-х років. В той же час навіть вважають, що на розвиток жанру сильно вплинув альбом «A Trick of the Tail» (1976, Genesis) зі своїм типовим звучанням для гуртів неопрогресивного року.

До найвпливовіших на жанр альбомів в перехідний період до початку 1980-х років можна віднести «Spectral Mornings» Стіва Геккетта (Steve Hackett, 1979), «Wind & Wuthering» (1976) , «And Then There Were Three» (1978), «Seconds Out» (1978) від Genesis, «Saga» (1978, Saga), всі альбоми Camel починаючи з «Breathless» (1978) до «The Single Factor» (1982), та деякі альбоми Eloy, особливо «Silent Cries and Mighty Echoes» (1979).

Неопрогресивний рок характеризується глибоким емоційним змістом, що часто вдається до драматичної лірики та сценічних образів. Музика є здебільшого результатом ретельно продуманої композиції, що не спирається так сильно на імпровізаційну гру. Цей субжанр покладається багато в чому на чисті мелодійні сольні партії електрогітар в комбінації з сучасною, соковитою, барвистою та атмосферичною грою клавішних інструментів. Головними чинникам музичного впливу на жанр неопрогресивного року були такі гурти як Genesis, Yes, Camel та Pink Floyd.

Протягом 1980-х років стиль неопрогресивної музики несподівано зміг не потрапити під вплив
«нової хвилі», що тоді була домінуючим напрямком. Багато гуртів, на кого вплинули класичні симфонічні гурти 1970-х, прагнули залучити нові музичні технології, зокрема цифрові синтезатори та інші пристрої, що могли видавати нові незвичайні звуки, створюючи прогресивний рок, який був свіжим і, водночас, таким, що все ще характеризувався особливостями класичної ери симфонічного прогресивного року.

Оскільки популярна музика стала просоченою звуками «нової хвилі», характерної для початку 1980-х р., то неопрогресивний рок у 1990-х роках йшов далі до витонченішої форми, яка, схоже, повертається більше до основних витоків прогресивного року композиційно, в той же час намагаючись не регресувати до «зношених» тем. Неопрогресивний рок часто приймав більш важкі форми, ніж більшість класичних симфонічних гуртів за весь час свого розвитку (наприклад, гурт Arena, який має багато стільки ж спільного як з прогресивним металом, так і з неопрогресивним роком).

На теперішній час одними з найпотужніших видавців неопрогресивного року є «InsideOut Music» (Німеччина) та «ProgRock Records» (Велика Британія). Згідно з даними сайту www.progarchives.com найпопулярнішими неопрогресивними гуртами за останній час вважають Marillion, IQ, Arena та Pendragon.

В Україні також є виконавці неопрогресивного року високого ґатунку. Останнім часом стали помітними проекти Karfagen, Hoggwash, Sunchild, які створив український сучасний композитор та мультиінструменталіст з Харкова Антон Калугін.

## Деякі відомі неопрогресивні гурти та виконавці
- Anekdoten
- Apocalypse
- Arena
- Asia
- Citizen Cain
- Клайв Нолан (Clive Nolan)
- Collage
- Coheed And Cambria
- Dream Theater
- Enchant
- Final Conflict
- Фіш (Fish)
- Frost*[en]
- Galahad
- Grace
- IQ
- Jadis
- Karfagen
- Kayak[en]
- LaHost
- Landmarq
- Marillion
- Mindgames
- Pallas (гурт)
- Pendragon
- Porcupine Tree
- Riverside
- Saga
- Shadowland
- Spock's Beard
- Sylvan
- Tracy Hitchings
- Transatlantic
- Twelfth Night
- The Flower Kings
- The Mars Volta

## Інші статті
- Прогресивний рок